# La Folletière-Abenon
La Folletière-Abenon település Franciaországban, Calvados megyében. Lakosainak száma 140 fő (2022. január 1.). La Folletière-Abenon La Chapelle-Gauthier, La Goulafrière, Saint-Aubin-de-Bonneval, Saint-Germain-d’Aunay, La Vespière-Friardel és Livarot-Pays-d'Auge községekkel határos.

## Népesség
A település népességének változása:
| Lakosok száma | 150  | 105  | 135  | 157  | 145  | 137  | 129  | 136  | 140  | 140  |
|               | 1968 | 1982 | 1990 | 2006 | 2013 | 2015 | 2017 | 2019 | 2020 | 2022 |